# 香港網絡大典
香港網絡大典（英語：The Encyclopedia of Virtual Communities in Hong Kong，英文簡稱，中文簡稱網典）是2006年3月21日建立的Wiki類型网络百科全书，容許志願者編輯。它運行在Fandom之上，不過與大多收錄娛樂作品相關內容的Fandom網站不同的是，它主要收錄與香港網絡文化、政治、現實人物有關的內容。多名評論者讚揚它能讓人了解香港文化。

## 歷史
香港網絡大典於2006年3月21日建立。到了次年9月，它已有逾5,000條條目。2010年，東方報業集團向香港高等法院控告香港網絡大典的兩篇條目涉嫌誹謗，其答辯人為其營運公司Wikia。2011年，由於Wikia沒有派代表出席聆訊，故法院判東方報業集團勝訴。2012年10月1日，香港發生南丫海難，香港網絡大典在數天內把網頁標誌轉成灰黑色，以回應事件。2021年1月9日，它已收錄逾12,000條條目。

## 內容
香港網絡大典類似維基百科，為容許志願者編輯的Wiki類型网络百科全书，但內部規則較後者寬鬆。它運行在Fandom之上，不過它與大多收錄娛樂作品相關內容的Fandom網站不同，主要收錄與香港網絡文化、政治、現實人物有關的內容——像是於當地網絡不斷為人轉載的複製文、由高登討論區會員引起的網絡事件、網絡用語等等。徐啟榮於2011年在《文化研究@嶺南》指出，它的參與者不少為高登討論區會員。他們亦會在得知某高登會員逝世後於香港網絡大典開設條目，紀念其生前事跡。
2007年左右港女條目在香港網絡大典出現後，開始有媒體關注該一現象——該條目列出了港女八十多項罪名。香港珠海學院的李國芳認為，該些特質大多數時候不會有人全部擁有，只是人們把不同女性的負面特質統整，並套以港女之名。它在介紹膠這個網絡用語時，一併介紹了多個引伸用語。除此之外，它也有解釋「向左走向右走」和「hi」等髒話暗示用語的意思。2008年陳冠希裸照事件發生數天後，它已收錄了由網民整理的完整事件經過，該條目後被北京市互聯網新聞信息評議會主任閔大洪形容為「詳細」。它還收錄及向讀者解釋無綫電視節目的常用橋段及多則複製文，後者例子包括《我們死也要到香港生寶寶》和《3D肉蒲團投訴潮文》。2016年，専欄作家王迪詩在閲讀了轉載高登會員自制的「毒男計分表」的網絡大典條目「毒男」後，表示虽然該些特徴「奇怪」，但他們不會損害他人權益，因此認為這是個人自由。

## 迴響
2007年，《星島日報》評論香港網絡大典的條目「較輕鬆和搞笑」。次年，專欄作家黃世澤在《明報》上對香港網絡大典表示好評，指它能讓香港網路用語更廣為人知，但不认同部分人在該百科全書的誹謗行為。2013年《香港經濟日報》的報導指它「廣受网民欢迎」。於香港恒生大學英語系任職的林子鈞讚揚該百科全書對香港流行文化的介紹「一般被認為是全面的」。獨立音樂學研究者鄧皓忻則在介紹音樂於香港社會運動的應用時把香港網絡大典視為「能讓學者在官方敍事以外了解香港文化的有用資源」。香港01記者森恩視它為「網絡最權威的網絡史冊」。香港都會大學的Fung Yin Chun等人則以香港網絡大典收錄的複製文為基礎，開發出檢測文章是否複製文及其修改版本的軟件。

## 外部連結
- 香港網絡大典頁面
- 香港網絡大典的Facebook專頁